# Echte vrienden
Echte vrienden is een single van Jan Smit en Gerard Joling. Het is afkomstig van Jans album Vrienden. De single werd uitgegeven ter promotie van het album dat 13 augustus 2012 verscheen. Het nummer gaat over de vriendschap tussen beide artiesten. Tevens zijn ze samen lid van de zangformatie De Toppers. Jan Smit zong dit lied ook een keer met Victor Reinier voor een scène uit Flikken Maastricht.

## Hitnoteringen

### Nederlandse Top 40
| Hitnotering: 09-06-2012 t/m 28-07-2012 | Hitnotering: 09-06-2012 t/m 28-07-2012 | Hitnotering: 09-06-2012 t/m 28-07-2012 | Hitnotering: 09-06-2012 t/m 28-07-2012 | Hitnotering: 09-06-2012 t/m 28-07-2012 | Hitnotering: 09-06-2012 t/m 28-07-2012 | Hitnotering: 09-06-2012 t/m 28-07-2012 | Hitnotering: 09-06-2012 t/m 28-07-2012 | Hitnotering: 09-06-2012 t/m 28-07-2012 | Hitnotering: 09-06-2012 t/m 28-07-2012 |
| Week:                                  | 1                                      | 2                                      | 3                                      | 4                                      | 5                                      | 6                                      | 7                                      | 8                                      |                                        |
| -------------------------------------- | -------------------------------------- | -------------------------------------- | -------------------------------------- | -------------------------------------- | -------------------------------------- | -------------------------------------- | -------------------------------------- | -------------------------------------- | -------------------------------------- |
| Positie:                               | 21                                     | 10                                     | 10                                     | 15                                     | 15                                     | 23                                     | 32                                     | 35                                     | uit                                    |

### NederlandseSingle Top 100
| Hitnotering: 02-06-2012 t/m 20-10-2012 | Hitnotering: 02-06-2012 t/m 20-10-2012 | Hitnotering: 02-06-2012 t/m 20-10-2012 | Hitnotering: 02-06-2012 t/m 20-10-2012 | Hitnotering: 02-06-2012 t/m 20-10-2012 | Hitnotering: 02-06-2012 t/m 20-10-2012 | Hitnotering: 02-06-2012 t/m 20-10-2012 | Hitnotering: 02-06-2012 t/m 20-10-2012 | Hitnotering: 02-06-2012 t/m 20-10-2012 | Hitnotering: 02-06-2012 t/m 20-10-2012 | Hitnotering: 02-06-2012 t/m 20-10-2012 | Hitnotering: 02-06-2012 t/m 20-10-2012 | Hitnotering: 02-06-2012 t/m 20-10-2012 | Hitnotering: 02-06-2012 t/m 20-10-2012 | Hitnotering: 02-06-2012 t/m 20-10-2012 | Hitnotering: 02-06-2012 t/m 20-10-2012 | Hitnotering: 02-06-2012 t/m 20-10-2012 | Hitnotering: 02-06-2012 t/m 20-10-2012 | Hitnotering: 02-06-2012 t/m 20-10-2012 | Hitnotering: 02-06-2012 t/m 20-10-2012 | Hitnotering: 02-06-2012 t/m 20-10-2012 | Hitnotering: 02-06-2012 t/m 20-10-2012 | Hitnotering: 02-06-2012 t/m 20-10-2012 |
| Week:                                  | 1                                      | 2                                      | 3                                      | 4                                      | 5                                      | 6                                      | 7                                      | 8                                      | 9                                      | 10                                     | 11                                     | 12                                     | 13                                     | 14                                     | 15                                     | 16                                     | 17                                     | 18                                     | 19                                     | 20                                     | 21                                     |                                        |
| -------------------------------------- | -------------------------------------- | -------------------------------------- | -------------------------------------- | -------------------------------------- | -------------------------------------- | -------------------------------------- | -------------------------------------- | -------------------------------------- | -------------------------------------- | -------------------------------------- | -------------------------------------- | -------------------------------------- | -------------------------------------- | -------------------------------------- | -------------------------------------- | -------------------------------------- | -------------------------------------- | -------------------------------------- | -------------------------------------- | -------------------------------------- | -------------------------------------- | -------------------------------------- |
| Positie:                               | 1                                      | 1                                      | 2                                      | 1                                      | 1                                      | 3                                      | 7                                      | 9                                      | 19                                     | 29                                     | 43                                     | 29                                     | 32                                     | 45                                     | 41                                     | 56                                     | 66                                     | 69                                     | 65                                     | 67                                     | 78                                     | uit                                    |